# Christian Welzel
Christian Welzel es un politólogo alemán, de la Leuphana Universidad en Lüneburg y vicepresidente del World Values Survey. Su investigación científica está basada en los cambios y la progresión de la cultura política, así como la transformación y el cambio de los valores humanos. Su monografía científica más reciente, llamado "Freedom Rising: Human empowerment and the contemporary quest for emancipation" (en), fue publicado por Cambridge University Press en 2013 y galardonado en 2014 con el premio Stein Rokkan de Investigación Comparada en Ciencias Sociales.

## Carrera
Welzel estudió ciencias políticas e historia económica en la Universidad de Saarland en Saarbrücken. Después de su Master of Arts (MA) en el año 1996, obtuvo un doctorado en ciencias políticas en la Universidad de Potsdam. En los años siguientes, Welzel trabajó como asistente de investigación en el Wissenschaftszentrum Berlin für Sozialforschung y realizó el procedimiento de admisión en el cuerpo docente de una universidad, llamado Habilitation en alemán, en ciencias políticas en la Universidad Libre de Berlín en el año 2000. Después enseñó e investigó por un año en la Universidad de Potsdam como profesor de la cátedra „Regierungssystem der Bundesrepublik Deutschland“ ("Sistema de gobierno de la República Federal de Alemania"). En el año 2001 Welzel empezó a trabajar como profesor asociado de ciencias políticas en la Jacobs University Bremen, donde recibió el título de profesor en 2006. Aquí tuvo la tarea de supervisar y coordinar el programa de estudios "Ciencias Sociales Integradas" para pregrado y postgrado, y también la Escuela Internacional de Postgrados en Ciencias Sociales de Bremen (Bremen International Graduate School of Social Sciences). Desde 2010 enseña e investiga en la Leuphana Universidad en Lüneburg y es el jefe de la cátedra de investigación sobre la cultura política y el cambio de valores humanos en la facultad de ciencias políticas y el Centro para los Estudios de Democracia de la universidad. En el año 2010 recibió el título de profesor e investigador de la Higher School of Economics en San Petersburgo, Rusia. Desde 2006, aparte de sus investigaciones y estudios en Rusia y Alemania, Welzel trabaja como investigador visitante asociado en el Center for the Study of Democracy (CSD) en la UC Irvine University of California, Irvine.

## Obras
Monografías
- Welzel, Christian (2013), Freedom Rising: Human Empowerment and the Quest for Emancipation (en), New York: Cambridge University Press, ISBN 9781107034709..
- Inglehart, Ronald & Welzel, Christian (2005), Modernization, Cultural Change and Democracy: The Human Development Sequence, New York: Cambridge University Press, ISBN 9780521846950..
- Welzel, Christian (2002), Fluchtpunkt Humanentwicklung: Über die Grundlagen der Demokratie und die Ursachen ihrer Ausbreitung [La disminución de Desarrollo Humano: Los fundamentos de la democracia y las causas de su propagación], Opladen: Westdeutscher Verlag, ISBN 3531136089..
- Welzel, Christian (1997), Demokratischer Elitenwandel: Die Erneuerung der ostdeutschen Elite aus demokratie-soziologischer Sicht [Democrática Elite Transición: La renovación de la perspectiva de la democracia-sociológica de élite de Alemania del Este], Opladen: Leske und Budrich, ISBN 9783663095880, doi:10.1007/978-3-663-09587-3..

Volúmenes editados
- Dalton, Russel J. & Welzel, Christian (2014), The Civic Culture Transformed. From Allegiant to Assertive Citizens, Cambridge: Cambridge University Press, ISBN 9781107039261..
- Haerpfer, Christian; Bernhagen, Patrick; Inglehart, Ronald & Welzel, Christian (2009), Democratization, Oxford: Oxford University Press, ISBN 9780199233021..
- Lauth, Hans-Joachim; Pickel, Gert & Welzel, Christian (2000), Demokratiemessung: Konzepte und Befunde im internationalen Vergleich [Medición de la Democracia: conceptos y hallazgos en una comparación internacional], Opladen: Westdeutscher Verlag, ISBN 9783531134383, doi:10.1007/978-3-322-89590-5..

Artículos Científicos
- Alexander, Amy C.; Inglehart, Ronald; Welzel, Christian (2012), «Measuring Effective Democracy: A Defense», International Political Science Review 33 (1): 41-62, doi:10.1177/0192512111414682..
- Welzel, Christian; Deutsch, Franziska (2011), «Emancipative Values and Nonviolent Protest: The Importance of ‘Ecological’ Effects», British Journal of Political Science 42 (2): 465-479, doi:10.1017/S0007123411000421..
- Alexander, Amy C.; Welzel, Christian (2011), «Measuring Effective Democracy: The Human Empowerment Approach», Comparative Politics 43 (3): 271-289, doi:10.5129/001041511795274931..
- Alexander, Amy C.; Welzel, Christian (2011), «Islam and Patriarchy: How Robust is Muslim Support for Patriarchal Values?», International Review of Sociology 21 (2): 249-275, doi:10.1080/03906701.2011.581801..
- Welzel, Christian; Inglehart, Ronald (2010), «Values, Agency, and Well-Being: A Human Development Model», Social Indicators Research 97 (1): 43-63, doi:10.1007/s11205-009-9557-z..
- Welzel, Christian (2010), «How Selfish are Self-Expression Values? A Civicness Test», Journal of Cross Cultural Psychology 41 (2): 152-174, doi:10.1177/0022022109354378..
- Inglehart, Ronald; Welzel, Christian (2010), «Changing Mass Priorities: The Link between Modernization and Democracy», Perspectives on Politics 8 (2): 551-567, doi:10.1017/S1537592710001258..
- Brockmann, Hilke; Delhey, Jan; Welzel, Christian; Yuan, Hao (2009), «The China Puzzle: Falling Happiness in a Rising Economy», Journal of Happiness Studies 10: 387-405, doi:10.1007/s10902-008-9095-4..
- Inglehart, Ronald; Foa, Roberto; Peterson, Christopher; Welzel, Christian (2008), «Development, Freedom and Rising Happiness: A Global Perspective 1981-2006», Perspectives on Psychological Science 3 (4): 264-285, doi:10.1111/j.1745-6924.2008.00078.x..
- Welzel, Christian; Inglehart, Ronald (2008), «Democratization as Human Empowerment», Journal of Democracy 19 (1): 126-140, doi:10.1353/jod.2008.0009..
- Welzel, Christian (2006), «Democratization as an Emancipative Process», European Journal of Political Research 45 (6): 871-896, doi:10.1111/j.1475-6765.2006.00637.x..
- Welzel, Christian; Inglehart, Ronald; Deutsch, Franziska (2005), «Social Capital, Voluntary Associations, and Collective Action: Which Aspects of Social Capital Have the Greatest ‘Civic’ Payoff?», Journal of Civil Society 1 (2), doi:10.1080/17448680500337475..
- Inglehart, Ronald; Welzel, Christian (2003), «Political Culture and Democracy: Analyzing Cross level Linkages», Comparative Politics 36 (1): 61-79, doi:10.2307/4150160..
- Inglehart, Ronald; Klingemann, Hans-Dieter; Welzel, Christian (2003), «The Theory of Human Development: A Cross-Cultural Analysis», European Journal of Political Research 42 (3): 341-380, doi:10.1111/1475-6765.00086..
- Inglehart, Ronald; Norris, Pippa; Welzel, Christian (2002), «Gender Equality and Democracy», Comparative Sociology 1 (3-4): 235-264..